# Wirtschaftspolitischer Pressedienst
Der Wirtschaftspolitische Pressedienst (WPD) war eine parteiamtliche Korrespondenz die von Oktober 1930 bis Oktober 1931 von der Wirtschaftspolitischen und der Agrarpolitischen Abteilung der NSDAP als wöchentlich erscheinendes Periodikum herausgegeben wurde.
Als offizieller Herausgeber fungierte Otto Wagener, der die Korrespondenz über den eigens gegründeten Verlag Wirtschaftspolitischer Pressedienst GmbH in München produzieren und vertreiben ließ.
Inhaltlich befasste das Organ sich mit wirtschaftlichen Fragen, die aus einer nationalsozialistischen Warte diskutiert und analysiert wurden. Zu den Mitarbeitern der Zeitschrift, die Beiträge verfassten gehörten unter anderem Walther Darré, Franz Karl Jurda, Otto Karl Lorenz und Gustav Staebe.
Der erste Jahrgang des WPD umfasste vierzehn Ausgaben. Der zweite Jahrgang 1931 erreichte vor der Einstellung der Korrespondenz achtundzwanzig weitere Ausgaben, wobei die letzten drei, auf den 18. September, 3. Oktober oder 17. Oktober 1931 datierten Nummern jeweils als Doppelnummern 26/27, 28/29 und 30/31 ausgewiesen wurden.
Die zweiundvierzig Ausgaben des WPD können heute noch in einigen Bibliotheken und Archiven – zumeist in gebundener Form als eigens von den betreffenden Archiven und Bibliotheken erstellten Sammelbänden – eingesehen werden.